# 比比諾伊火山
比比诺伊火山是位于印度尼西亚哈马黑拉岛西南巴占岛上的一个火山群，包括三座安山岩复式火山，另外两座叫宋苏火山（Songsu）和兰萨火山（Lansa）。

## 资料来源
1. 1 2  . 全球火山作用计划. 史密森尼学会.   [2006-12-31].